# Detenido fantasma
Detenido fantasma es un término oficial utilizado por la administración norteamericana de George W. Bush para designar a una persona detenida en un centro de detención, cuya identidad ha sido escondida para mantenerlo sin registro y, por tanto, anónimo. También fue usado de la misma manera por el Centro de Interrogación en la Prisión de Abu Ghraib y el centro de detención de la base de Bagram. Según el memorándum del senador suizo Dick Marty sobre la "presunta detención en el Consejo de Estados europeos", alrededor de cien personas han sido capturadas por la CIA en territorio europeo y, posteriormente entregados a países donde habrían sido torturados. Esta cifra se suma a los cien detenidos fantasmas en poder de los Estados Unidos.

## Centros clandestinos de detención de la CIA
Según el jefe de la CIA, Michael Hayden, esta Agencia ha detenido a cien personas en instalaciones secretas en el exterior desde la captura de presuntos miembros de Al Qaeda en Abu Zubaydah en 2002.
Un ejemplo es el caso de Jalid El-Masri, un ciudadano alemán secuestrado por la CIA en la República de Macedonia (hoy Macedonia del Norte) en enero de 2004, desde donde fue llevado a un lugar secreto de la CIA en Afganistán conocido como Salt Pit para ser interrogado bajo tortura. En marzo, se determinó que había sido confundido con un terrorista, pero recién fue liberado en mayo de 2004. En un principio, Alemania sostuvo que no sabía del secuestro de El-Masri hasta su regreso al país en mayo de 2004; sin embargo, la Bundesnachrichtendienst, agencia alemana de inteligencia, declaró el 1 de junio de 2006 que sabía del secuestro de El-Masri 16 meses antes de que Alemania fuera oficialmente informada del arresto.
En un informe de 2007, Human Rights Watch relató la denuncias del presunto detenido fantasma Marwan Jabour, un palestino que fue arrestado en Lahore (Pakistán) en mayo de 2004. Jabour afirmó que fue detenido por más de un mes en una instalación secreta de detención operada por pakistaníes y norteamericanos en Islamabad, para luego ser transferido a una prisión de la CIA en Afganistán, donde estuvo mantenido en secreto, incomunicado por más de dos años. Durante esta terrible experiencia, fue torturado, golpeado, forzado a mantenerse despierto por días y mantenido desnudo y encadenado a una pared por más de un mes.
Al menos 39 detenidos que estuvieron alguna vez detenidos en las prisiones secretas de la CIA continúan desaparecidos, según un informe publicado en conjunto por seis grupos pro-derechos humanos, incluyendo a Amnistía Internacional, el Center for Constitutional Rights, el Center for Human Rights and Global Justice y Human Rights Watch, el 7 de junio de 2007.:

Se revela la extensión con la cual los Estados Unidos ha usado ilegalmente el "poder de detención" para vaciar sus centros clandestinos y se demuestra que lejos de apuntar a "lo peor de lo peor", el sistema se concentra en los detenidos de bajo nivel e incluso involucra la detención de esposas y niños de los "desaparecidos", en violación de sus derechos humanos. También fuera del registro, se encuentran las denuncias concernientes al tratamiento de detenidos durante su cautiverio en centros clandestinos, incluyendo tortura y otros tratamientos o castigos crueles, inhumanos o degradantes.

## Los "detenidos fantasmas" de Abu Ghraib
La práctica de "desapariciones" alcanzó atención pública amplia recién en 2005 cuando el Washington Post reveló una historia que sugería que el Ejército de los Estados Unidos y la CIA estaban deteniendo a "combatientes ilegales" en la prisión de Abu Ghraib en Irak, con poco o ningún debido proceso. El ejército y el Departamento de Defensa de los Estados Unidos han reconocido que los Estados Unidos han usado las desapariciones en el pasado, pero dijeron que estaba limitada a incidentes aislados. Según los documentos obtenidos por el Washington Post, "detenidos de la CIA sin registro fueron llevados a Abu Ghraib varias veces en una semana a fines de 2003." El periódico citó como evidencia el informe del general Antonio Taguba:

... en un informe que describe abusos a los detenidos en la prisión de Abu Ghraib cerca de Bagdad, culpó a la Brigada 800 de la Policía Militar, que custodiaba la prisión, por permitir que 'otras agencias gubernamentales' — un eufemismo que incluye a la CIA — a esconder detenidos 'fantasmas' en Abu Ghraib. La práctica, escribió, 'era engañosa, contraria a la doctrina del ejército y en violación de la ley internacional'.

Cuando las noticias de un detenido conocido solo como Triple X se hicieron conocidas a la opinión pública a fines de 2003, se le preguntó sobre el tema al Secretario de Defensa de los Estados Unidos Donald Rumsfeld.  Rumsfeld fue evasivo y especuló sobre por qué alguien querría mantener a un prisionero escondido de la Cruz Roja, lo que se considera un crimen de guerra bajo el Derecho internacional.
El 9 de septiembre de 2004, el general Paul J. Kern testificó ante un comité del Senado de los Estados Unidos que en una investigación que él dirigió encontró que el ejército había cooperado con la CIA en esconder de la Cruz Roja Internacional a docenas de detenidos fantasmas. Kern dijo al comité que había tantos como 100 detenidos fantasmas.

## Críticas
La práctica ha sido criticada por Amnistía Internacional y otras ONGs como impropias e ilegales debido a que impide a esos prisioneros tener contacto con inspectores y abogados de derechos humanos, mientras las familias de las víctimas son confrontadas con el hecho de una desaparición forzada. Un informe de Amnistía Internacional indica que más de cien detenidos fantasmas podrían estar actualmente detenidos en prisiones clandestinas operadas por Estados Unidos:
Según fuentes oficiales norteamericanas, podría haber más de cien detenidos fantasmas en manos de los Estados Unidos. En 2004, miles de personas fueron detenidas por Estados Unidos en Iraq, cientos en Afganistán y un número no revelado en locaciones clandestinas. Amnistía Internacional hace un llamado al gobierno de los Estados Unidos para "cerrar Guantánamo y revelar el resto." Lo que queremos decir con esto es: o bien liberan a los prisioneros o bien los acusan con un debido proceso."